# Burhou
Burhou ist eine kleine, zu den Kanalinseln gehörende Insel, etwa 1,5 Kilometer nordwestlich vor Alderney gelegen. Politisch gehört sie zur Vogtei Guernsey. Sie ist ein Naturreservat, das zu betreten vom 15. März bis 27. Juli verboten ist. Zur Fauna der Insel gehören eine Kolonie von Alkenvögeln und eine große Anzahl Kaninchen.
1820 wurde eine Hütte als Unterschlupf für Fischer und Segler errichtet. Während der Besetzung der Kanalinseln durch die deutsche Wehrmacht im Zweiten Weltkrieg diente die Hütte als Ziel für Schießübungen und wurde zerstört. 1953 wurde eine neue Hütte errichtet, die von der Hafenbehörde von Alderney an Besucher vermietet wird.
Mehrmals gab es Versuche, hier Schafe zu halten. So lebte hier 1900 ein französisches Ehepaar, das die Insel nach einem Jahr wieder verließ; seither gibt es keine ständigen Bewohner mehr. Das Erdreich ist dünn und salzhaltig, da die Wellen oft die ganze Insel überspülen. Während fast des gesamten Jahres gibt es keine Versorgung mit Trinkwasser.